# Sony Xperia T3
Sony Xperia T3 (модельні номери — D5103, D5106, D5102) — це Android смартфон, який продавався та вироблявся Sony Mobile Communications. Він був анонсований у червні 2014 року та випущений у липні 2014 року. Він був доступний у чорному, білому та фіолетовому кольорах.

## Характеристики смартфону

### Апаратне забезпечення
Дизайн смартфону, витриманий компанією у своїй фірмовій OmniBalance із прямокутними краями, але замість скла спереду і ззаду, чорний матовий пластик із покриттям чорного графіту. Пристрій оснащений екраном в 5,3 дюйма і розширенням в 720 x 1280 з щільністю пікселів на дюйм — 277 ppi, що виконаний за технологією IPS LCD. Смартфон має чотириядерний процесор Qualcomm Snapdragon 400 (MSM8928-2) з тактовою частотою 1,6 ГГц, а також 1 ГБ оперативної пам'яті. Пристрій також має внутрішню пам’ять об’ємом 8 ГБ, із можливістю розширення карткою microSDHC до 32 ГБ. Основна камера — 8 Мп Sony Exmor RS зі світлодіодним спалахом, який може записувати відео HD 1080p, в наявності ще є фронтальна камера, на 1,1 Мп яка спроможна на 720p. 
Xperia T3 має акумулятор ємністю 2500 мА·г, що менше, ніж у його попередника у якого було 3000, який можна заряджати через порт micro USB. Із таким акумулятором, може пропрацювати у режимі очікування 688 годин (28 днів), у режимі розмови — 14 годин, 47 хвилин, при використанні зв'язку 3G і важить 155 грам. 
Дані передаються через роз'єм micro-USB, який також підтримує USB On-The-Go. Щодо наявності бездротових модулів присутня підтримка Wi-Fi (802.11 a/b/g/n), Bluetooth 4.0, DLNA, вбудована антена стандарту GPS + GLONASS. Завдяки присутній технології NFC пристрій може відображати те, що зображається на екрані смартфона, на сумісний телевізор або відтворювати музику через NFC динамік. Телефон також має вбудовану підтримку ANT+™ для спорту, фітнесу та здоров’я.

### Програмне забезпечення
Смартфон Sony Xperia T3 постачався із встановленою Android 4.4.2 «KitKat» із накладеним інтерфейсом користувача Sony. Версія для телефонів Sony включає багато медіа-програм від них, (Walkman, Альбоми, Фільми). Декілька програм Google (наприклад, Google Chrome, Google Play, Google Now, Google Maps і Google Talk) уже попередньо завантажені. 
13 серпня 2014 року Xperia T3 отримав незначне оновлення для виправлення помилок, яке поміняло номер версії з 18.2.A.1.14 на 18.2.A.1.18 у варіанті HSPA+ (D5102) і з 18.1.A.1.17 на 18.1.A.1.21 на варіанті LTE (D5103, D5106).
8 січня 2015 року Xperia T3 отримав оновлення, яке змістило версію Android до версії 4.4.4 (KitKat). Номер версії: 18.1.A.2.32 для варіанту HSPA+ і 18.1.A.2.25 для варіанту LTE відповідно.
Оновлення до Android 5.0 «Lollipop» не відбулося.